# Trần Sơn Hà
Trần Sơn Hà là Thiếu tướng Công an nhân dân Việt Nam. Ông từng giữ chức vụ Cục trưởng Cục Cảnh sát giao thông, Bộ Công an (Việt Nam) (C67).

## Tiểu sử
Năm 2006, Trần Sơn Hà là thượng tá, Phó cục trưởng Cục Cảnh sát giao thông, Bộ Công an (C67).
Năm 2013, Trần Sơn Hà là Đại tá, Phó cục trưởng Cục Cảnh sát giao thông, Bộ Công an (C67).
Ngày 26 tháng 4 năm 2013, Trần Sơn Hà kí văn bản số 1042/C67-P3 gửi trưởng phòng cảnh sát giao thông công an các tỉnh, thành phố trực thuộc Trung ương với nội dung yêu cầu các nhà báo muốn chụp ảnh Cảnh sát giao thông đang thực hiện nhiệm trên đường phải xin phép. Văn bản này bị dư luận, luật gia, Hội nhà báo Việt Nam phản đối dữ dội, Cục Kiểm tra văn bản quy phạm pháp luật (Bộ Tư pháp) cũng cho rằng văn bản này vi phạm pháp luật, cuối cùng C67 đã gửi công văn 2315/PC67-P6/2013 gửi trưởng phòng CSGT các địa phương trên cả nước để hủy bỏ công văn 1042. Mặc dù văn bản 1042 bị hủy nhưng vào ngày 31 tháng 12 năm 2013, đại tá Trần Sơn Hà, Phó Cục trưởng C67, vẫn được Ủy ban An toàn giao thông quốc gia khen thưởng vì có thành tích xuất sắc trong các hoạt động của ủy ban này.
Ngày 13 tháng 3 năm 2014, ông được trao quyết định bổ nhiệm giữ chức Cục trưởng Cục CSGT đường bộ - đường sắt. Lúc này ông vẫn đang mang quân hàm Đại tá.
Năm 2016, ông là Thiếu tướng, Cục trưởng C67. Ngày 15 tháng 8 năm 2016, ông có phát ngôn gây tranh cãi khi cho rằng người dân không có quyền kiểm tra cảnh sát giao thông.
Ngày 21 tháng 2 năm 2017, Thiếu tướng Trần Sơn Hà, Cục trưởng C67, được trao Huân chương Quân công hạng Ba của Nhà nước Việt Nam.
Ngày 10 tháng 8 năm 2018, Trần Sơn Hà thôi chức Cục trưởng Cục Cảnh sát giao thông, thay ông là Thiếu tướng Vũ Đỗ Anh Dũng.